# Chiesa di San Domenico (Prato)
La chiesa di San Domenico di Prato si trova in Piazza San Domenico. Costituisce un interessante esempio di chiesa "mendicante", dove l'austerità dell'architettura è temperata sia da elementi strutturali, come la torre campanaria, sia da motivi decorativi, come gli archi bicromi degli avelli e i riquadri geometrici della facciata.

## Storia
Fondata nel 1281, fu costruita, col convento contiguo, dal 1283 al 1316 (nel 1300-1310 sotto la direzione di fra Mazzetto). Per un certo periodo, all'inizio del Cinquecento, qui visse Fra Bartolomeo.
I finestroni gotici furono tamponati dopo l'incendio del 1647, causato da un fulmine, che portò alla ristrutturazione dell'interno in un'ariosa veste seicentesca mantenendo il "guscio" gotico, su progetto di Baccio del Bianco completato da Pier Francesco Silvani (1648-1652).

## Esterno
La facciata, incompleta come rivestimento, è ritmata da semipilastri, e presenta un'originale bicromia di pietra alberese e serpentino - quest'ultimo sottolinea la parte strutturale, bordando i pilastri, e divide geometricamente gli spazi -; il grande occhio che vi si apriva è sostituito da uno ellittico, più piccolo.
I fianchi adottano il mattone, forse su influsso senese, nelle paraste e negli archetti pensili del sottogronda, mentre nel paramento in alberese si aprivano eleganti bifore, ora tamponate (le finestre circolari sono invece secentesche). Una serie di arche sepolcrali ornano la base, interrotte da un bel portale del primo Trecento, vicino ai modi di Giovanni Pisano.
Dalla zona posteriore, cuspidata, emerge il bel campanile in laterizi, completato nel 1314, con i due ordini superiori forati da bifore ogivali e trifore su colonnini. Al suo interno trovano alloggio tre modeste campane; la grossa è stata fusa dal fiorentino Giuliano Moreni nel 1737, la mezzana è del 1767 di Alessandro Tognozzi Moreni di Firenze, mentre la più piccola è stata fusa dal pratese Santi Gualandi nel 1822. Quest’ultima è dedicata a San Francesco d’Assisi e a Sant’Antonio da Padova.

## Interno

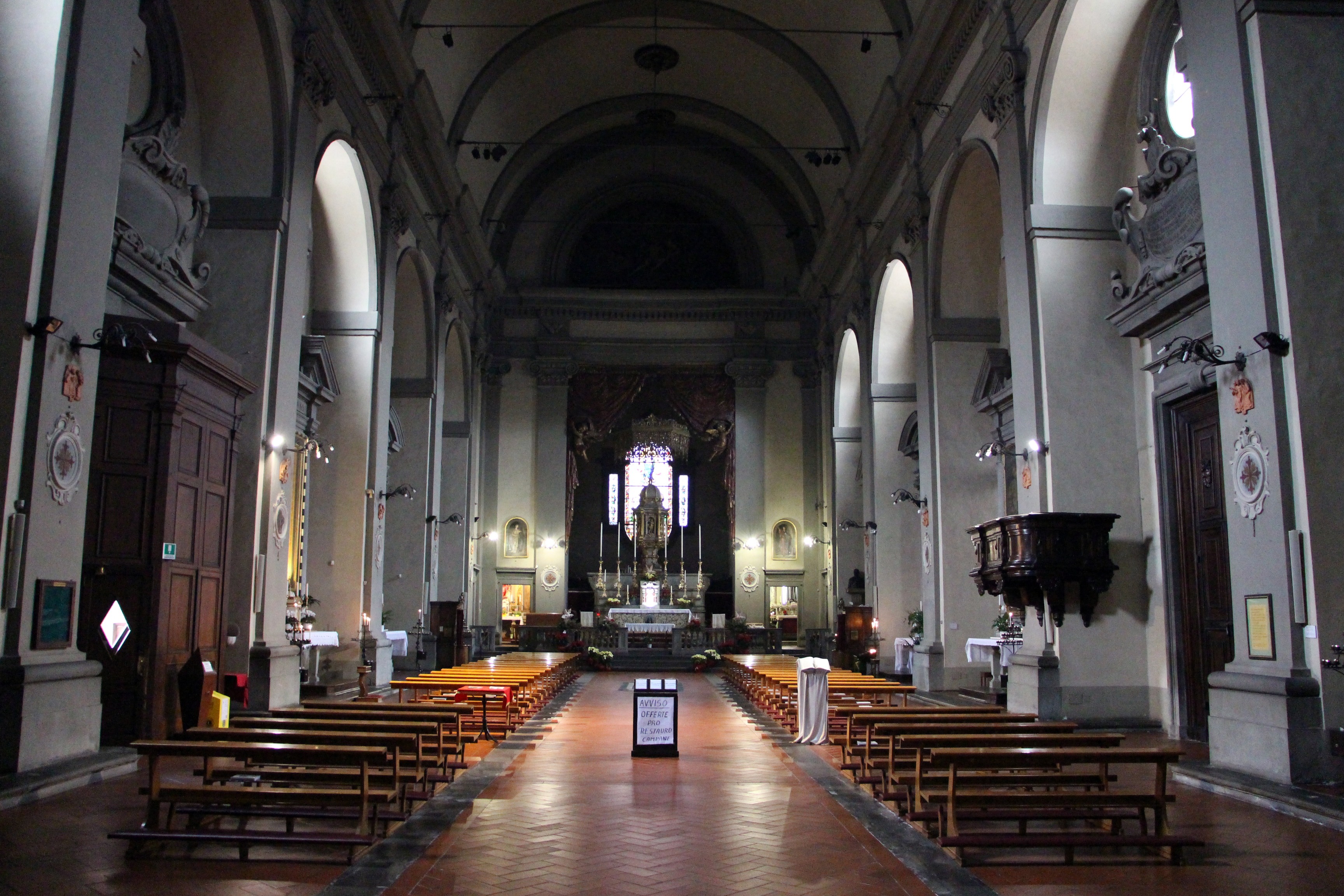
Vista dell'interno verso l'altare maggiore

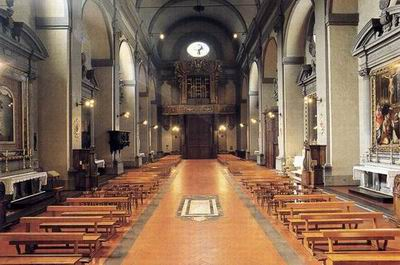
Vista dell'interno verso la controfacciata

L'interno secentesco, classico e solenne, ha pareti scandite da dodici nicchioni segnati da slanciate lesene in pietra serena, con trabeazione sulla quale posa un'ampia volta a botte. Il sereno contrasto fra le limpide superfici intonacate e il grigio della pietra si arricchisce nelle testate con la fastosa cantoria barocca su disegno del Silvani (con organo secentesco di Luca Romani, ristrutturato da Carlo Puccini e Domenico Cacioli) e all'opposto con la scenografica macchina dell'altar maggiore, aperta da un finto tendaggio sollevato da angeli (Baccio del Bianco), con baldacchino e complesso ciborio su progetto del Silvani.
Negli altari laterali a destra sono collocati un raffinato Crocifisso su tavola di Lorenzo di Niccolò (fine XIV secolo), un Miracolo di San Vincenzo, della scuola di Pier Dandini, una Visione di san Filippo Neri di Matteo Rosselli ed un'altra tela con la Madonna e angeli del primo Settecento, di Giuseppe Pinzani, che incornicia una più antica immagine di San Domenico di Soriano.
Ai lati del presbiterio sono presenti due tele raffiguranti San Luigi e Sant'Elisabetta, di Alessandro Franchi. Inoltre in loco è ubicato anche un organo a canne costruito da Ponziano Bevilacqua di Torre De' Nolfi, a trasmissione elettrica, con 23 registri.
Agli altari della parete sinistra sono una Annunciazione (1633) di Matteo Rosselli, una maestosa tavola col Crocifisso che parla a san Tommaso (1590 ca.) del Poppi, e un San Vincenzo che esorcizza un ossesso (1664 circa) di Vincenzo Dandini.
A testimonianza dell'importanza della città di Prato e della chiesa, dobbiamo senza dubbio ricordare la pulcra tabula che Riccuccio del fu Puccio, facoltoso fiorentino abitante nel popolo di Santa Maria Novella, aveva commissionato a Giotto di Bondone per la chiesa di San Domenico nel giugno del 1312, che fu distrutta forse nell’incendio della chiesa del 12 settembre 1647.
Tra le personalità sepolte vi sono fra Benedetto Bacci (1591-1659), che morì veneratissimo nel convento del Palco, e Cesare Guasti.

## Il convento

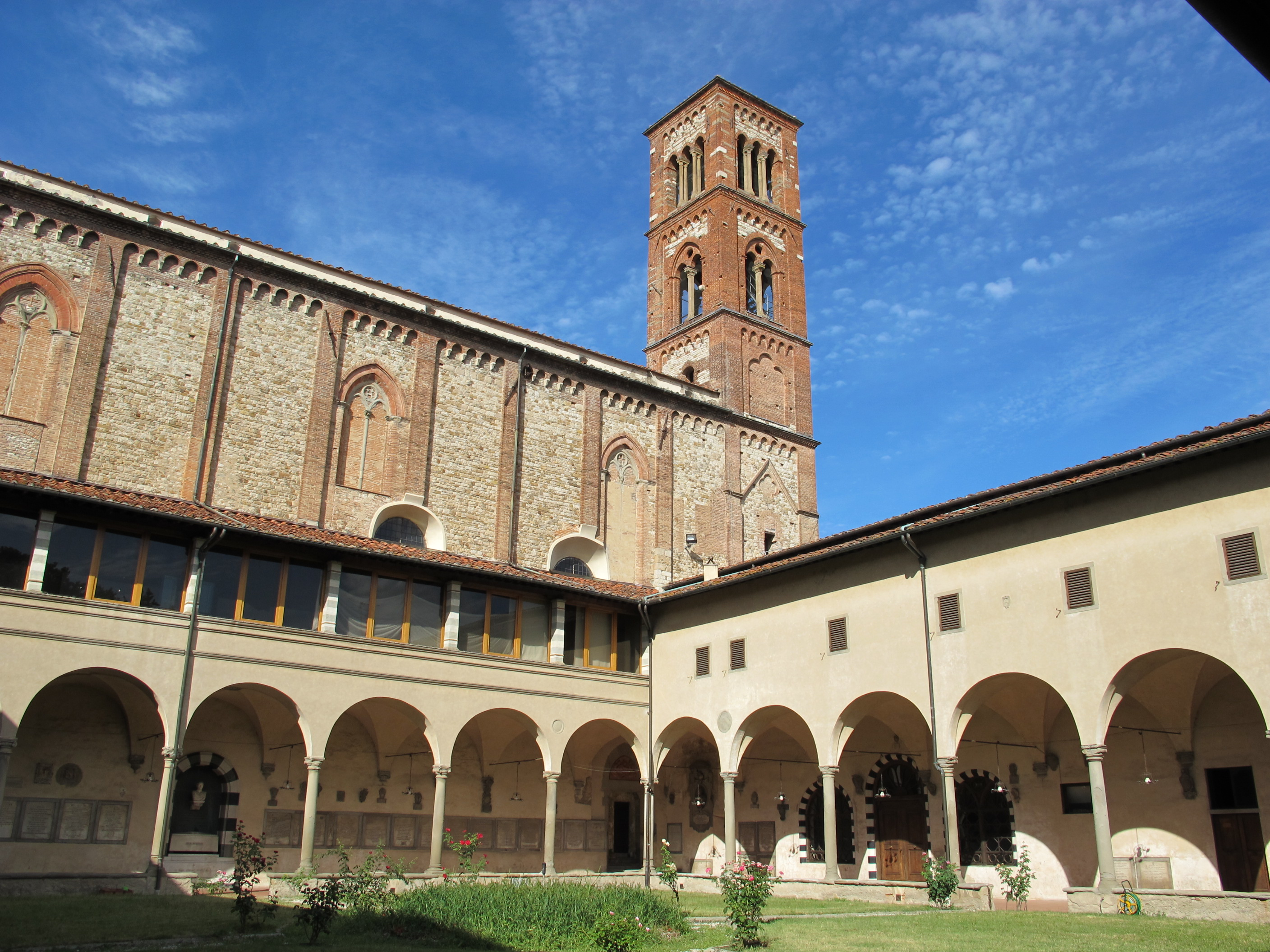
Il chiostro

A destra della facciata si entra nel convento, col vasto chiostro rinascimentale su colonne ioniche (1478-1480), lungo il quale sono monumenti funebri e lapidi, soprattutto del XIX secolo (tra i quali quelli di Piero Cironi, Luigi Muzzi, Giuseppe Arcangeli), fino alla tomba del drammaturgo Sem Benelli. Due finestroni centinati, sul lato est, si aprono sul Capitolo, ornato di resti di affreschi con Storie di San Domenico (1425-1430), vicini ad Arrigo di Niccolò.
Nei locali del convento è attualmente ospitato il Museo di pittura murale, che conserva vari affreschi staccati e molte sinopie, fra le quali quelle degli affreschi che Paolo Uccello dipinse nella cappella dell'Assunta nel Duomo di Prato.

## Opere già in San Domenico
- Filippo Lippi, Adorazione del Bambino di San Vincenzo Ferrer, oggi nel Museo civico di Prato

## Altre immagini

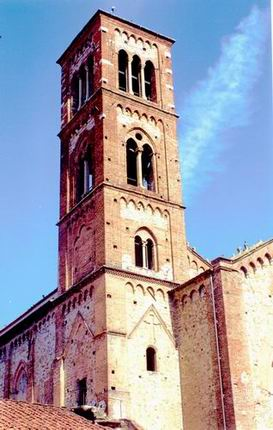
Il campanile
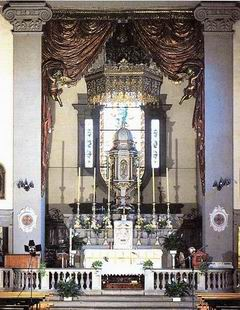
L'altare maggiore
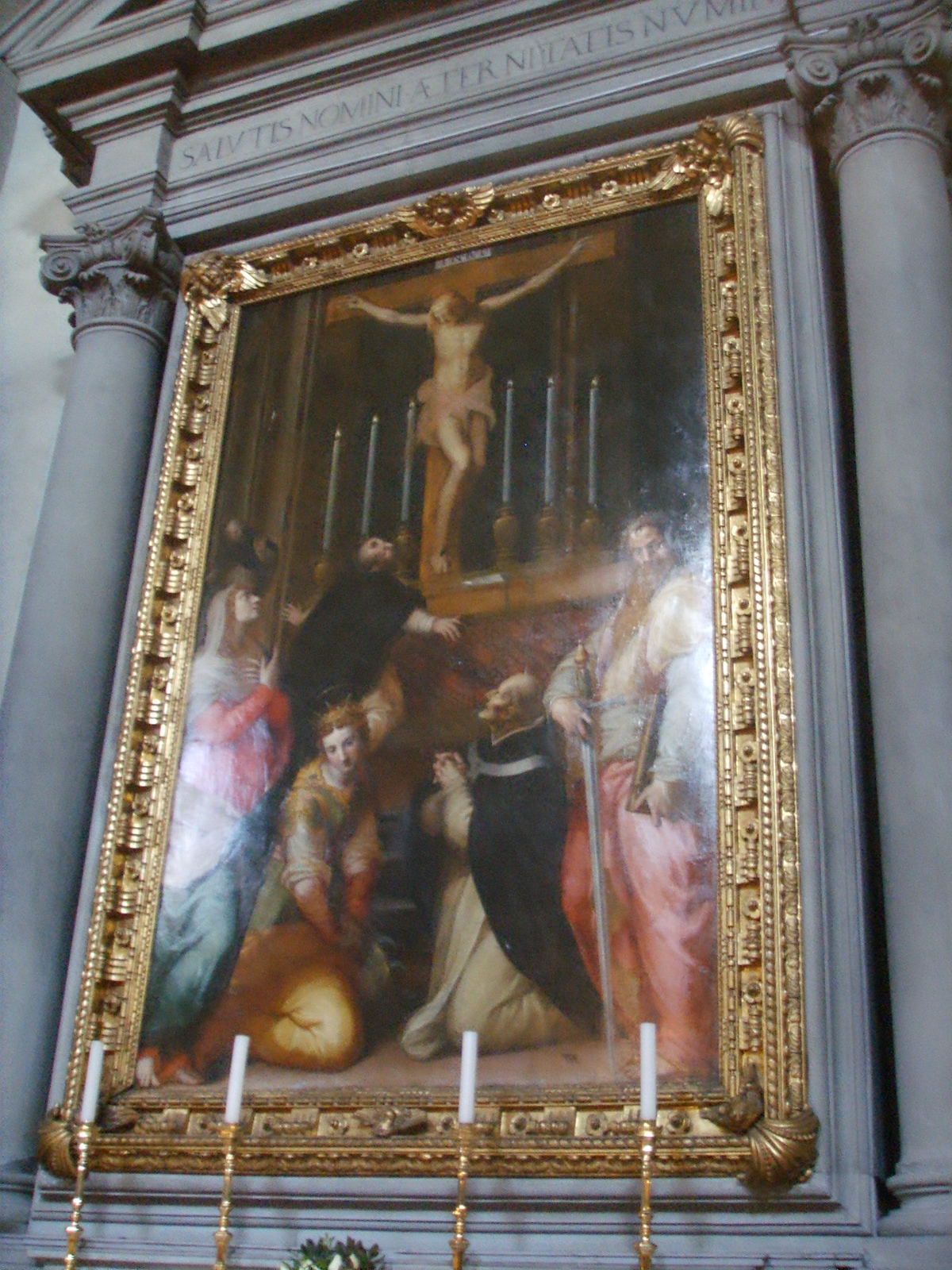
Crocifisso che parla a San Tommaso del Poppi
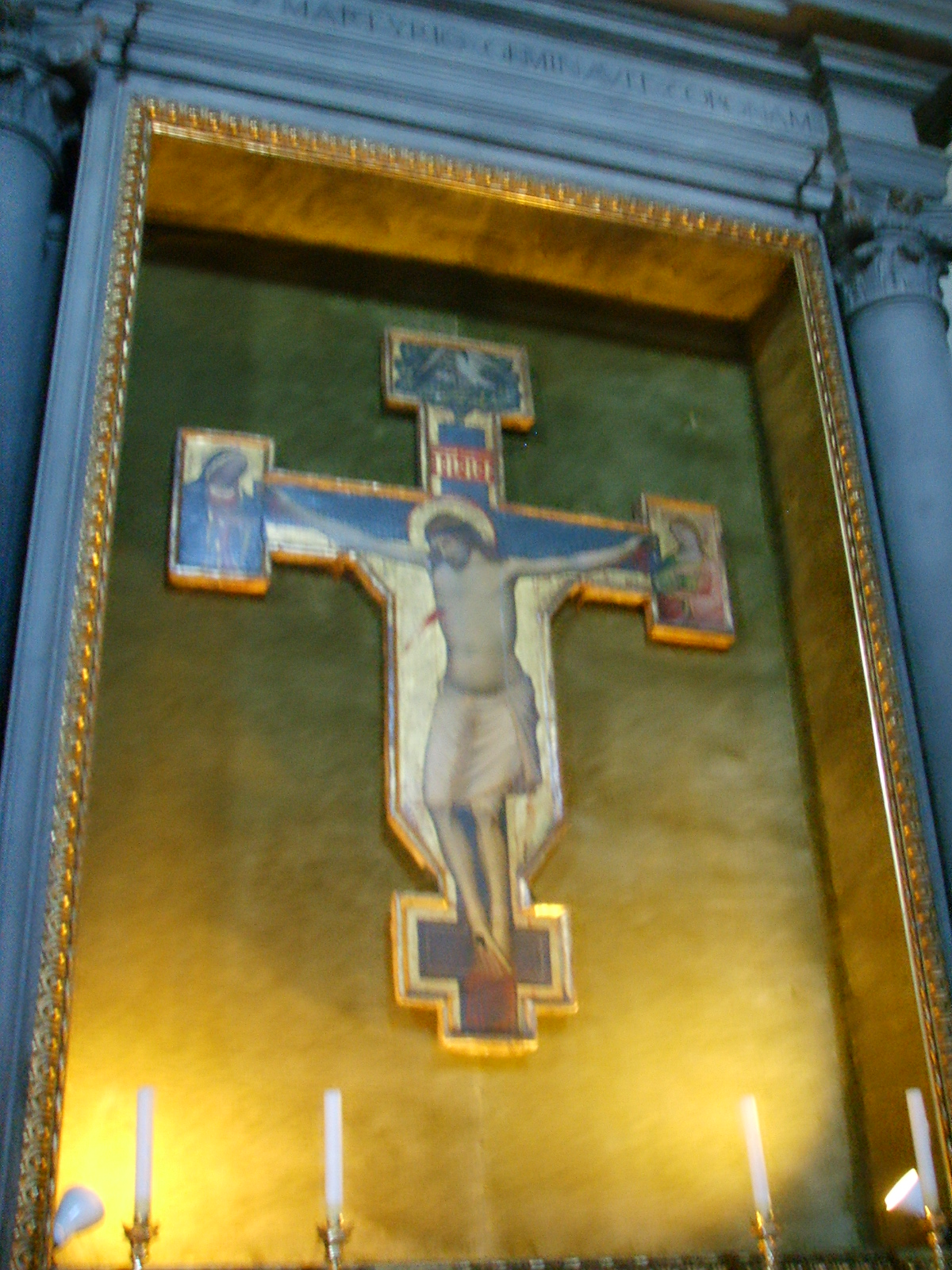
Crocifisso attribuito a Lorenzo di Niccolò Gerini